# Valdehijaderos
Valdehijaderos is een gemeente in de Spaanse provincie Salamanca in de regio Castilië en León met een oppervlakte van 11,75 km². Valdehijaderos telt 83 inwoners (1 januari 2016).

## Demografische ontwikkeling
Bron: INE, 1857-2011: volkstellingen

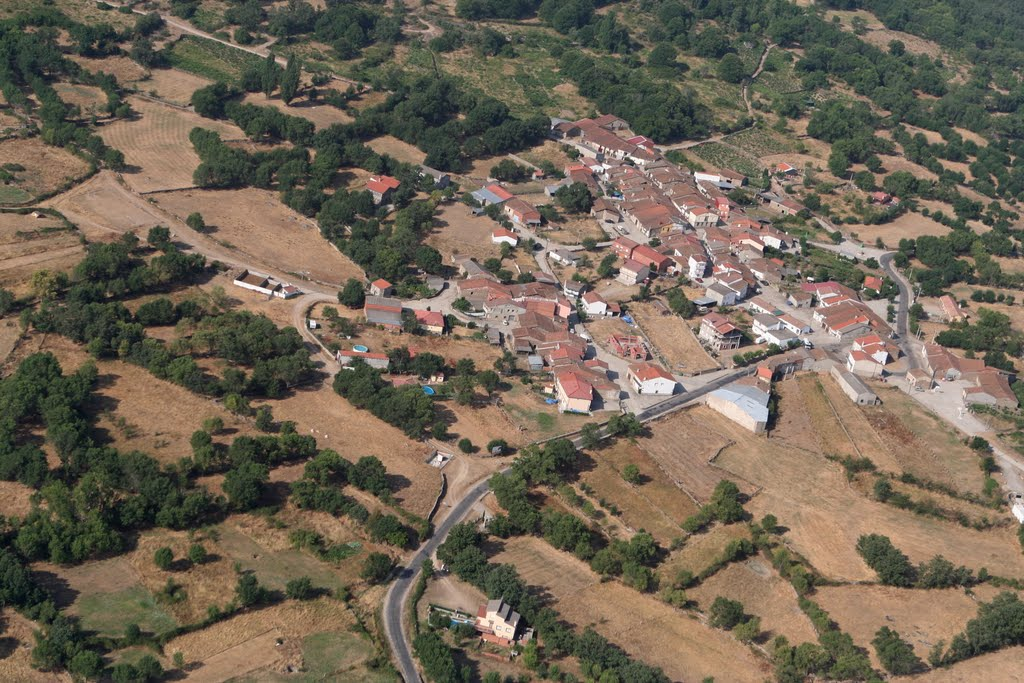
Valdehijaderos
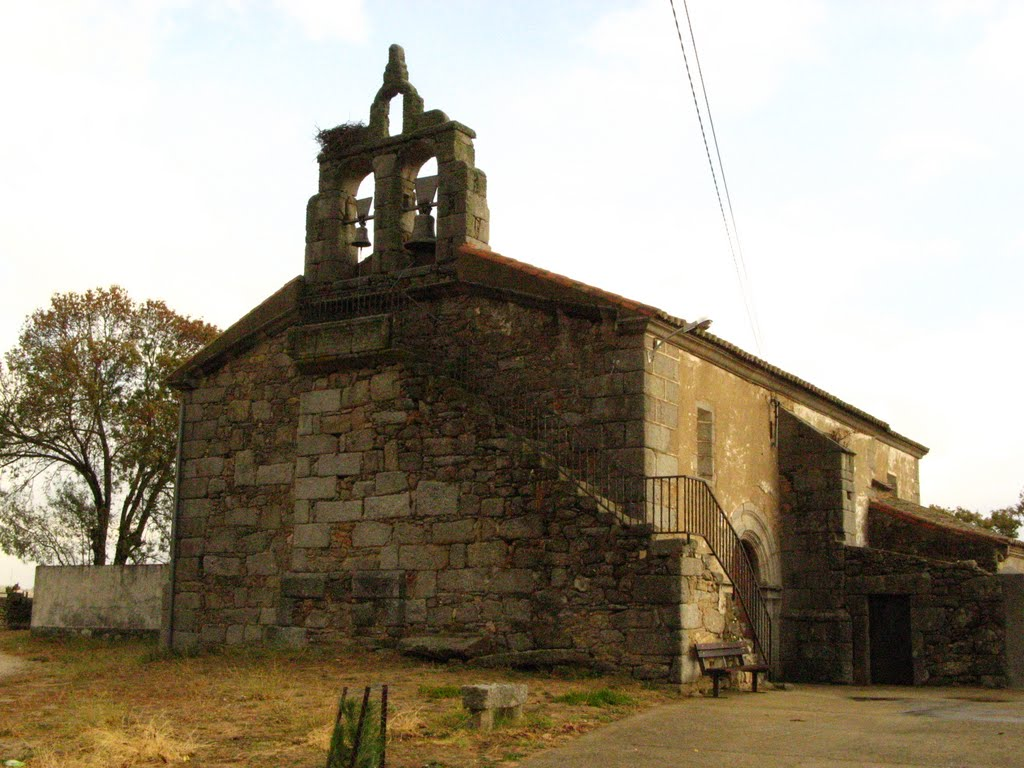
Kerk van Valdehijaderos
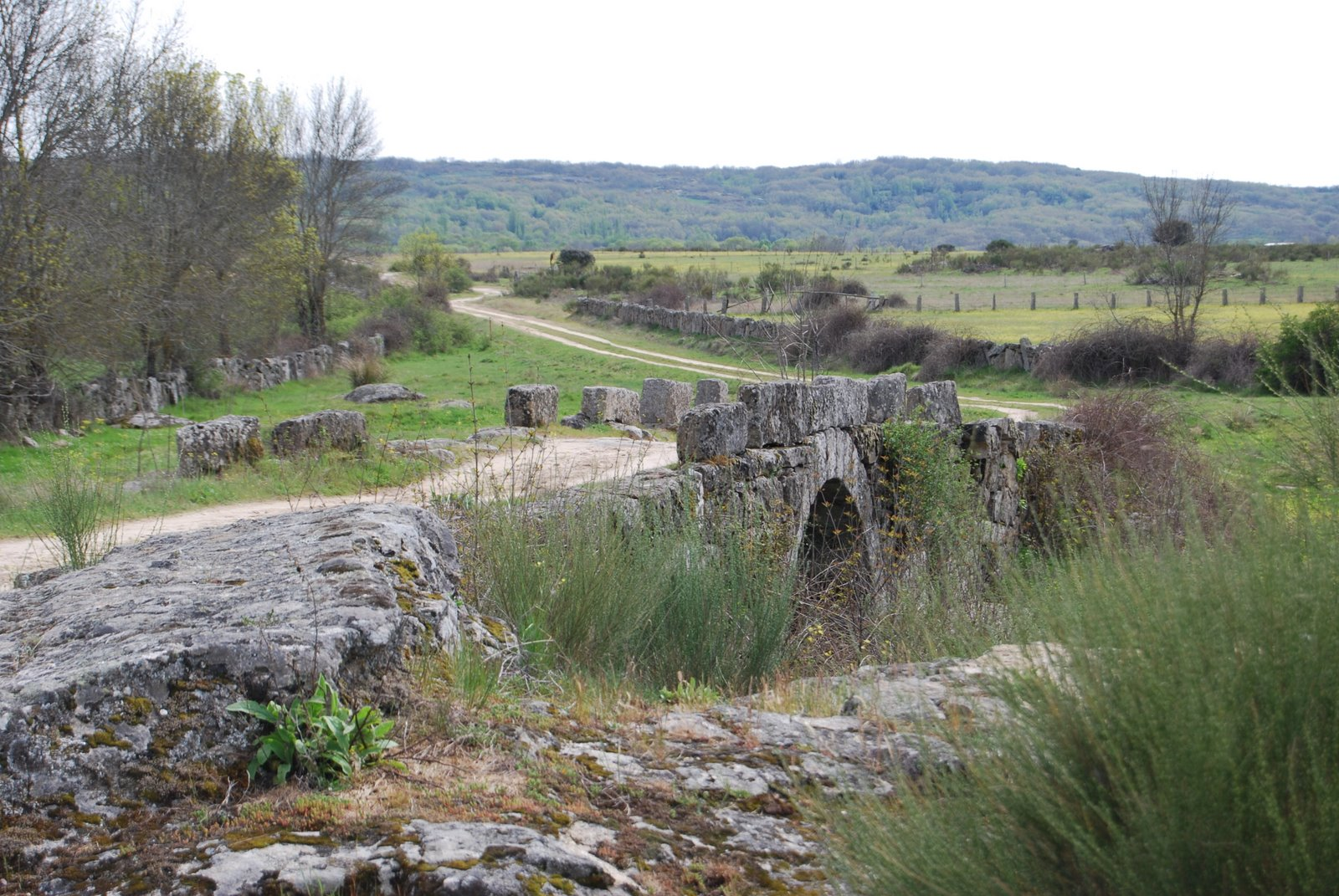
Brug bij Valdehijaderos